# Wybory parlamentarne w Albanii w 2017 roku
Wybory parlamentarne w Albanii w 2017 roku – wybory do albańskiego Zgromadzenia XV kadencji, liczącego 140 miejsc, odbyły się 25 czerwca 2017. Wybory zakończyły się zwycięstwem Socjalistycznej Partii Albanii, kierowanej przez Ediego Ramę, która zdobyła 48,34% ważnych głosów.

## Ordynacja wyborcza
Do jednoizbowego parlamentu wybieranych jest 140 deputowanych, poprzez ordynację proporcjonalną i okręgi wielomandatowe, których granice odpowiadają obwodom, stanowiącym podstawę podziału administracyjnego kraju. W okręgach wybieranych jest od 4 do 32 deputowanych, proporcjonalnie do ich liczby ludności. Obowiązuje próg wyborczy na poziomie 3% dla partii politycznych oraz 5% dla koalicji wyborczych. Przeliczanie głosów na mandaty odbywa się dwuetapowo. Najpierw są one rozdzielane przy pomocy metody D’Hondta pomiędzy listy wyborcze. Drugi etap dotyczy tylko koalicji i ma na celu ustalenie liczby mandatów przypadających poszczególnym partiom, które wchodzą w ich skład. Na tym etapie stosuje się metodę Sainte-Laguë.

## Przebieg wyborów
Wybory parlamentarne miały początkowo odbyć się 18 czerwca 2017 roku, ale zagrożenie bojkotem ze strony demokratycznej opozycji spowodowało przesunięcie terminu wyborów o tydzień później.
Wybory zakończyły się sukcesem Socjalistycznej Partii Albanii, która uzyskała 9 mandatów więcej niż w poprzednich wyborach, zdobywając ponad połowę miejsc w parlamencie. Od wyborów 2001 roku, w których po raz pierwszy ustalono obecną liczebność parlamentu, żadna partia nie uzyskała takiej przewagi w parlamencie.

## Oficjalne wyniki wyborów
|  | Komitet Wyborczy                                       | Liczba oddanych głosów | Procent oddanych głosów | Liczba Mandatów |
|  | ------------------------------------------------------ | ---------------------- | ----------------------- | --------------- |
|  | Socjalistyczna Partia Albanii                          | 764 791                | 48,34                   | 74              |
|  | Demokratyczna Partia Albanii                           | 456 481                | 28,85                   | 43              |
|  | Socjalistyczny Ruch Integracji                         | 225 975                | 14,28                   | 19              |
|  | Partia na rzecz Sprawiedliwości, Integracji i Jedności | 76 064                 | 4,81                    | 3               |
|  | Partia Libra                                           | 19 756                 | 1,25                    | 0               |
|  | Socjaldemokratyczna Partia Albanii                     | 14 987                 | 0,95                    | 1               |
|  | Fryma e Re Demokratike                                 | 5 119                  | 0,32                    | 0               |
|  | Sfida për Shqipërinë                                   | 3 534                  | 0,22                    | 0               |
|  | Republikańska Partia Albanii                           | 3 217                  | 0,20                    | 0               |
|  | Socjal-Demokratyczna Partia Albanii                    | 2 472                  | 0,16                    | 0               |
|  | Chrześcijańsko-Demokratyczna Partia Albanii            | 2 415                  | 0,15                    | 0               |
|  | Partia Przyszłości Mniejszości Greckiej                | 2 287                  | 0,14                    | 0               |
|  | Pozostałe ugrupowania i partie                         | 5 328                  | 0,33                    | 0               |
|  | Razem                                                  | 1 614 479              | 100                     | 140             |

W wyborach wzięło udział 1 614 479 uprawnionych do głosowania, frekwencja wyborcza wyniosła 46,79%.
Oficjalne wyniki wyborów zostały zaprezentowane 27 czerwca 2017 przez przewodniczącego Centralnej Komisji Wyborczej Klementa Zguriego.

## Podział mandatów w okręgach wyborczych

Wyniki wyborów w poszczególnych okręgach

Socjalistyczna Partia Albanii (SPA) odniosła zwycięstwo w 9 spośród 12 okręgów wyborczych. W okręgu Szkodry zwyciężyła Demokratyczna Partia Albanii (DPA) zdobywając 5 mandatów (4 dla SPA). W dwóch okręgach – w Lezhy i Dibrze dwie największe partie zdobyły taką samą liczbę mandatów. Kluczowy dla wyników wyborów był podział mandatów w okręgu stołecznym – SPA zdobyła w stolicy 18 mandatów, a DPA 11 mandatów.